# Holleweg (Oudenaarde)

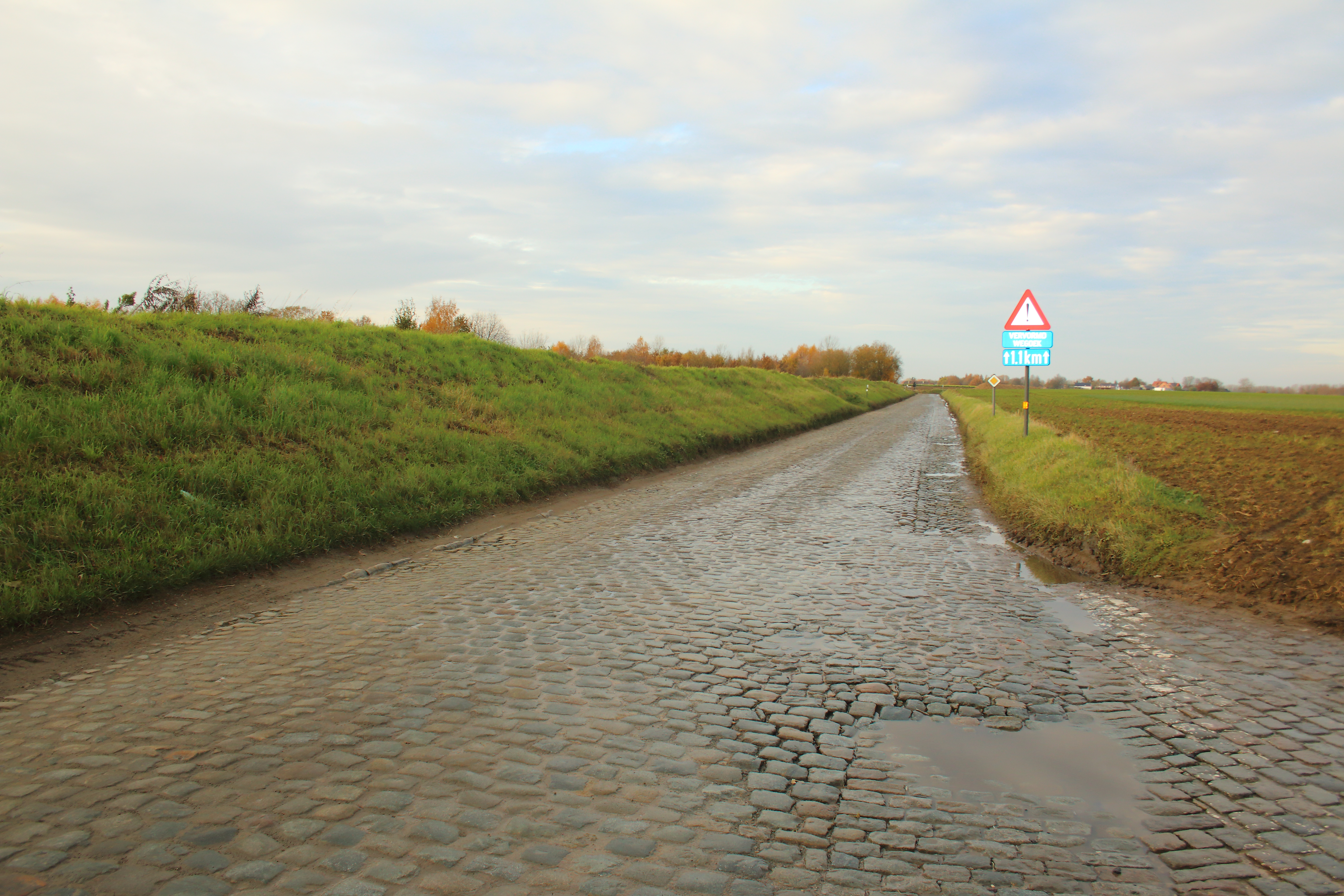

Holleweg is een straat in Mater en Volkegem, beide deelgemeenten van de Belgische stad Oudenaarde in de Vlaamse Ardennen. De Holleweg is een kasseiweg en vormt een deel van de gewestweg N441.
De weg start in het zuiden aan de gewestweg N8 in deelgemeente Mater en loopt verder noordwaarts over grondgebied van Volkegem, tot een kruispunt op een volgende grens van Volkegem met Mater, waar de weg verdergaat onder de naam Natendries. Op dit kruispunt sluiten ook de Wolvenberg en Ruitersstraat aan.

## Geschiedenis
De straat is een deel van de licht kronkelende verbindingsweg tussen de steenweg van Oudenaarde naar Aalst (huidige N46) in Ename en de steenweg van Oudenaarde naar Geraardsbergen (huidige N8). Verder noordwaarts behoren ook de Natendries, Kattenberg, Zwijndries en Beaucarnestraat tot dit oude tracé. Het tracé is onder meer weergegeven op de Ferrariskaart uit de jaren 1770.
In 1995 werd de Holleweg samen tientallen andere kasseiwegen beschermd als monument.

## Wielrennen
De Holleweg is vooral bekend uit de Vlaamse voorjaarsklassieker in het wielrennen. De weg is meermaals opgenomen in het parcours van de Ronde van Vlaanderen en andere wedstrijden. De kasseistrook is zo'n 1.500 meter lang.
In het noorden sluit de strook aan op de kasseistrook van de Ruitersstraat en de helling van de Wolvenberg, en ligt vlak bij de Kattenberg: kasseistroken of hellingen die eveneens ooit als hindernis in wedstrijden werden opgenomen. Een 300-tal meter van het zuideinde van de straat sluit de Karel Martelstraat aan, die een onderdeel vormt van de kasseistrook van Kerkgate.
Soms werd de volledige Holleweg opgenomen in het parcours, soms werd de straat slechts gedeeltelijk afgereden na Kerkgate.